# Patriarcat (sociologie)
Pour les articles homonymes, voir Patriarcat.
Ne doit pas être confondu avec Phallocratie.

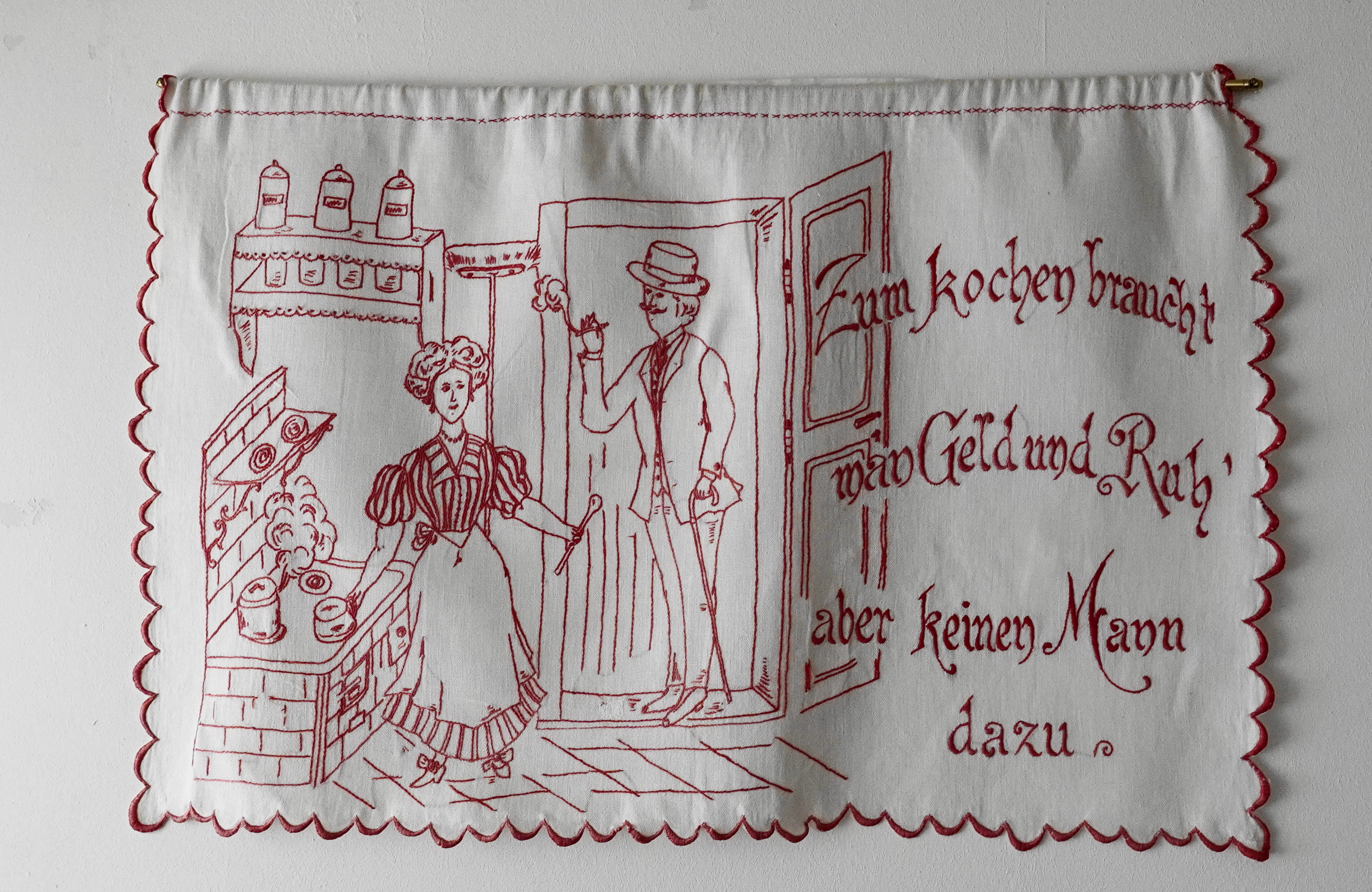
Broderie exposée au château de Straßburg (Autriche) avec un texte disant :
Pour cuisiner, on a besoin d'argent et de calme, mais on n'a pas besoin d'un homme.

Le patriarcat est un concept utilisé en anthropologie et en sociologie pour désigner « une forme d’organisation sociale et juridique fondée sur la détention de l’autorité par les hommes, à l'exclusion explicite des femmes. » Le patriarche y occupe une position mythique de « père fondateur » supposée lui octroyer une autorité et des droits sur les personnes dépendant de lui (femme[s], enfants, famille élargie, subordonnés).
À partir des années 1970, le concept de patriarcat, revisité dans ses fondements théoriques, est notamment utilisé par la deuxième vague féministe pour désigner un système social d'oppression des femmes par les hommes, « système où le masculin incarne à la fois le supérieur et l'universel ».

## Définition, histoire et usage de la notion

### Étymologie du mot
Le terme patriarcat signifie littéralement « le commandement du père » : il est composé des mots grecs πατήρ / patḗr, (au génitif πατρί / patrí), « père » et de ἄρχω / árkhō, « commander ».
Il s'agit historiquement d'une dignité sociale de la société hébraïque antique, dans laquelle le patriarche cumule des pouvoirs domestiques (chef de famille élargie et surtout de tribu), politiques et religieux, pouvant comporter l'autorité sur de nombreux esclaves et éventuellement plusieurs épouses réunies en harem.

### Définition
Le patriarcat peut être défini comme un système politico-juridique dans lequel l'autorité et les droits sur les biens et les personnes sont détenus par un homme d'âge mûr qui règne en maître (dominus) sur un patrimoine (domaine foncier ou cheptel) et une communauté associée, composée de sa famille élargie (potentiellement polygame), ses apparentés, vassaux, serviteurs et esclaves. Le patriarcat est souvent associé à une règle de filiation dite « patrilinéaire » : cette autorité et ces droits sont entre les mains de « l'homme occupant la position de père fondateur », et se transmettent généralement à un héritier unique par indivision.
Selon Élisabeth Roudinesco et Michel Plon, il existe toutefois de nombreuses sociétés où le patriarcat coexiste avec une filiation matrilinéaire « qui décide de l'appartenance de l'individu en référence à des liens généalogiques passant par les femmes », comme dans les sociétés hébraïques.
Le terme est popularisé et théorisé en anthropologie par Frédéric Le Play dans la première moitié du XXe siècle, puis repris par Georges Augustins et le courant naissant de l'anthropologie historique (André Burguière, Emmanuel Le Roy Ladurie), qui s'inspire des méthodes de l'analyse structurale de la parenté chez Claude Lévi-Strauss. Tous ces auteurs désignent alors essentiellement par ce terme des systèmes sociaux du Moyen-Orient et de certaines parties de la Russie, avec des familles très élargies, la présence d'esclaves et souvent de plusieurs épouses, et le définissent systématiquement par opposition à d'autres modèles comme celui, répandu en Europe, de la famille nucléaire patrilinéaire.

### Patriarcat et matriarcat
Roudinesco et Plon font remonter le débat entre patriarcat et matriarcat aux hypothèses évolutionnistes du XIXe siècle (celles de Lewis Henry Morgan, Johann Jakob Bachofen, Friedrich Engels). À cette époque, le patriarcat était considéré comme une forme tardive d'organisation sociale ayant succédé au stade plus primitif du matriarcat. Pour Engels, l'avènement du patriarcat signifiait « la grande défaite du sexe féminin ». La pensée de Bachofen influença particulièrement les écrivains viennois de la fin du siècle « hantés par la décadence du père ». Bachofen prophétisait en effet « le déclin irréversible du patriarcat, symbole de la conscience occidentale », tandis qu'à ses yeux, le matriarcat incarnait « la toute-puissance irrationnelle des forces de la nature ». Or, cette thèse reste, d'après Roudinesco et Plon, l'un des mythes fondateurs de la pensée moderne : soit le matriarcat, considéré comme une source de chaos, d'anarchie et de désordre, s'oppose au patriarcat, « synonyme de raison et de culture », soit c'est l'inverse, et le règne du matriarcat est présenté « comme un paradis naturel que le patriarcat aurait détruit par son despotisme autoritaire. »

### Usage du terme par les féministes depuis la fin duXXesiècle
Alors que le terme patriarcat est défini en anthropologie pour qualifier des sociétés dans lesquelles la domination totale exercée par l'homme chef de famille (le patriarche) sur le reste de la famille (la femme, les enfants et les éventuels esclaves), il est aussi utilisé depuis la fin du XXe siècle pour désigner des sociétés dans lesquelles le pouvoir est principalement détenu par les hommes adultes,,. C'est en ce sens que l'emploient notamment les féministes de la deuxième vague, comme Kate Millett aux États-Unis et Christine Delphy en France, qui cherchaient à comprendre les rapports sociaux patriarcaux dans le but de libérer les femmes de la domination masculine,. Le concept de patriarcat a été développé pour expliquer la domination masculine comme un phénomène social et non biologique.

## Théories explicatives de l'émergence historique du patriarcat
Une thèse évolutionniste des organisations sociales humaines selon leur stade d'évolution est développée par l'anthropologue Lewis Henry Morgan (1818-1881). Selon lui, l'émergence de la famille, comme noyau de l'organisation sociale avancée, aurait vu apparaître la famille patriarcale, après avoir développé la famille syndyasmienne et avant d'aboutir à la famille monogame. L'introduction d'un système patriarcal serait étroitement liée à l'émergence de la propriété. Reprise et popularisée par Friedrich Engels (1822-1895) dans L'Origine de la famille, de la propriété privée et de l'État, elle devient une composante de l'analyse marxiste orthodoxe de l'évolution des sociétés :
« la prédominance des femmes dans la maison, tout comme la reconnaissance exclusive de la mère en personne, étant donné qu'il est impossible de connaître avec certitude le véritable père, elle signifie une très haute estime des femmes, c'est-à-dire des mères. C'est une des idées les plus absurdes qui nous aient été transmises par le siècle des Lumières que l'idée selon laquelle la femme, à l'origine de la société, a été l'esclave de l'homme. Chez tous les sauvages et tous les barbares du stade inférieur et du stade moyen, et même en partie chez ceux du stade supérieur, la femme a une situation non seulement libre, mais fort considérée ».
L'hypothèse de la naissance du système patriarcal en concomitance avec la domestication du cheval chez les populations indo-européennes des Kourganes a été avancée par Marija Gimbutas. Celle-ci postule l'existence d'une société matriarcale antérieure à la société patriarcale, toutefois aucun élément archéologique n'atteste cette hypothèse, réfutée par la plupart des préhistoriens,,,. 
Selon Elizabeth Wayland Barber, et c'est la thèse « gradualiste », il semble que deux conditions fondamentales au moins soient nécessaires pour que le patriarcat puisse émerger[réf. nécessaire] : en premier lieu, le commerce des métaux, ce qui nécessairement nous ramène aux alentours de l'âge du bronze. Cette activité qu'est l'extraction, la fusion et le commerce des métaux pourrait avoir monopolisé l'énergie masculine puisque les femmes, ralenties dans leur liberté de mouvement par les nourrissons et les enfants en bas âge, dès le Mésolithique où la famille n'est déjà plus le clan mais la famille composée des enfants, parents et grands-parents, ne pouvaient voyager sur de longues distances. En second lieu, la division du travail, liée à l'amélioration des conditions de vie et au désir de réunir le nécessaire pour le mieux-être que cette amélioration procure, semble entrer en ligne de compte. Cette thèse n'exclut toutefois pas le rôle d'autres conditions, jouant toutes un rôle plus ou moins important et déterminant dans le processus supposé.
Selon Evelyn Reed, qui situe son analyse dans le prolongement des analyses marxistes, le système de parenté joue un rôle important dans la construction du patriarcat.
Selon Colin Spencer, le patriarcat apparaît avec la fin du nomadisme[réf. souhaitée]. Le nouveau mode de vie sédentaire aurait entraîné la nécessité de protéger l'accumulation des richesses alors que ce n'était pas nécessaire auparavant. La nécessité de protéger la richesse (accumulée par la sédentarité) entraîna l'obligation d'une organisation militaire. Les tâches militaires échurent aux hommes, physiquement plus forts et non limitant dans la reproduction, et les fonctions politiques avec elles. Les femmes conservant les tâches liées à la maternité, la division sexuelle du travail (ou « division sexiste du travail » pour certains auteurs) apparaît ou s'exacerbe.
Selon David Graeber et Marshall Sahlins, le développement du régime politique de la royauté, fortement dominé par les hommes, joue un rôle important dans l'émergence du patriarcat. 
Selon Ivan Jablonka, le patriarcat repose sur une conception de la femme comme un service multiforme aux hommes, destinée à leur donner du plaisir (par leur vagin), à leur fabriquer des enfants (dans leur utérus) et à nourrir ces derniers dans un foyer (rôle des seins). C'est ce qu'il appelle, dans l'optique patriarcale, la « fonction-femme ».
Selon Emmanuel Todd, le patriarcat n'est pas une forme archaïque de société, mais au contraire le fruit de son évolution à partir des formes primitives de sociétés des chasseurs-cueilleurs, dans lesquelles le statut de la femme est plus élevé. La sédentarisation des nomades des steppes en Asie centrale aurait amené ces sociétés à adopter un système d’héritage prônant l’indivision et la patrilinéarité avec une domination masculine. Ce système se serait ensuite propagé à partir du centre de l'Asie, les régions périphériques d'Eurasie conservant le modèle archaïque de familles nucléaires. Ce modèle archaïque aurait ensuite favorisé le décollage éducatif et l'émergence de la modernité en Occident, alors que les systèmes patrilinéaires, en mettant les femmes de côté, se seraient finalement avérés être paralysants pour le développement technologique et économique,.

## Question du patriarcat en psychanalyse
D'après Élisabeth Roudinesco et Michel Plon, la question du patriarcat traverse l'histoire de la psychanalyse au même titre que celles du culturalisme et de la différence des sexes. Chez Sigmund Freud, il s'agit moins d'une opposition historique ou mythique entre patriarcat et matriarcat que d'une « réflexion structurale autour du complexe d'Œdipe ».
À l'égard de la structure œdipienne, les différentes écoles de psychanalyse adoptent une position différente selon les positions respectives accordées de manière prépondérante au père ou à la mère : tandis que le freudisme classique privilégie le père, le kleinisme « fait au contraire basculer toute la théorie oedipienne du côté du pôle maternel à travers une conception nouvelle de la relation d'objet ». Jacques Lacan rassemblerait les deux tendances : « relations archaïques à la mère d'une part, revalorisation symbolique de la fonction paternelle de l'autre ». Marqué par les travaux de Claude Lévi-Strauss, il introduit à partir de 1949 une théorie du signifiant qui lui permet de relier la configuration œdipienne aux systèmes de parenté ayant désormais leur place dans l'inconscient du sujet.

## Positions et luttes féministes

### Acception féministe contemporaine
Dans sa version contemporaine, le concept de « patriarcat » entend mettre en exergue la spécificité de l’oppression des femmes. Élaboré à la fin des années 1960, dans un contexte de forte prégnance du marxisme dans les analyses féministes, il vise à doter le mouvement féministe d’un outil d’analyse propre qui ne subordonnerait pas l'étude de l’oppression des femmes à un raisonnement fondé sur la lutte des classes.
Les théoriciennes du féminisme ont montré que, dans une telle structure sociale, les hommes bénéficient de l'exploitation du travail des femmes (travail domestique, soin aux autres, soutien émotionnel, services sexuels…), travail parfois conceptualisé comme du « travail reproductif » bénéficiant en dernière analyse aux capitalistes, ou par d'autres comme du « travail domestique » ou « familial » bénéficiant avant tout aux hommes (maris, pères, frères…) pour qui il est effectué. Cette domination matérielle s'appuie sur des justifications idéologiques qui présentent les tâches dites « féminines » comme étant de moindre valeur et naturellement associées aux femmes.
L’ouvrage de l’américaine Kate Millett La Politique du mâle (Sexual politics, 1969) est pionnier en la matière. Le sexe y est posé comme une catégorie sociale et non biologique, et le patriarcat est décrit comme un rapport de domination et de subordination des femmes par les hommes. Pour elle, le patriarcat peut être décrit comme un double principe : « l'homme dominera la femme ; parmi les hommes, le plus âgé dominera le plus jeune ». Dans cette conception, malgré des variations historiques et géographiques, le patriarcat serait un système politique qui définirait toutes les sociétés humaines depuis la fin du néolithique.
En France, Christine Delphy développe ce concept dans son ouvrage L’Ennemi principal dont le premier tome est titré L’Économie politique du patriarcat. Dans ce livre, elle définit le patriarcat comme le système de subordination des femmes par les hommes dans les sociétés industrielles contemporaines. De plus, ce serait un système d'exploitation ayant comme base économique le mode de production domestique, dans lequel les hommes s'approprient le travail des femmes dans le cadre du mariage. Cependant, elle considère que le patriarcat est un concept transhistorique qui daterait d'avant l'antiquité, bien qu'elle se montre assez prudente quant à son origine et à son universalité, jugeant arrogant ou naïf le fait d'universaliser des structures sociales étant donné que nous ignorons tout de la majorité des sociétés humaines ayant existé.
Dans Theorizing patriarchy (1990), la sociologue anglaise Sylvia Walby (en) propose de concevoir le patriarcat comme une institution reposant sur six structures : le travail salarié, le travail domestique, la sexualité, la culture, la violence et l’État. Selon la façon dont ces structures sont imbriquées, divers modèles du patriarcat en découlent. Elle distingue notamment deux configurations : la variante privée du patriarcat où la principale structure en vigueur est le travail domestique, et la variante publique où c’est le travail salarié et l’État. L'Angleterre serait ainsi progressivement passée durant ces cent cinquante dernières années d'un patriarcat privé vers un patriarcat public. De plus, au sein d'une même société, son modèle lui permettrait de prendre en compte les diverses modalités selon lesquelles le patriarcat s'appliquerait en fonction des groupes ethniques. Ainsi en Angleterre, Walby estime que les femmes asiatiques (originaires principalement d'Inde, du Pakistan et du Bangladesh) seraient plus fréquemment soumises au patriarcat privé, celles qui viennent d’Afrique ou des Caraïbes le seraient plus par le patriarcat public, et les femmes blanches se situeraient entre les deux.

### Critiques féministes du concept
Le terme de patriarcat, ainsi que sa prétendue universalité ont été remis en cause par certaines chercheuses féministes.
L'anthropologue Gayle Rubin note qu'il existe des sociétés violemment oppressives pour les femmes où le pouvoir des hommes n'est pas fondé sur leurs rôles de pères mais sur leur caractéristique collective de mâles adultes et pour lesquels le terme patriarcat n'est donc pas approprié. Selon elle, le patriarcat est une forme spécifique de dominance masculine, et l'utilisation du terme devrait être réservée aux pasteurs nomades du type de l'Ancien Testament, ou à des groupes semblables où le patriarche a un pouvoir absolu sur les épouses, les enfants, les troupeaux et les dépendants. Par conséquent, il serait important d'avoir un concept plus général permettant de décrire adéquatement la diversité de l'organisation sociale des relations entre hommes et femmes dans différentes sociétés et ne présupposant pas l'oppression. Elle propose pour cela de parler de « système sexe/genre ».
De même l’anthropologue Nicole-Claude Mathieu, qui a étudié de nombreuses sociétés matrilinéaires et matrilocales, note que, dans un certain nombre de ces sociétés les hommes dominent les femmes sans que le terme de patriarcat ne soit approprié. Cependant, elle constate une similitude structurelle entre les sociétés industrielles contemporaines et de nombreuses autres à forte domination masculine et propose le terme de « viriarcat » pour les désigner. Ces sociétés représentaient en 1985 80 % des sociétés connues et on ne connait pas à l'heure actuelle de société à forte domination de femmes sur les hommes. Cependant, il y aurait bien une société matrilinéaire et matrilocale pour lequel il serait possible de parler d'une dominance globale des femmes, le « viriarcat » n'est donc pas universel.
La socio-anthropologue tunisienne Meryem Sellami indique que « dans les cultures patriarcales, ce sont les mères qui éduquent les enfants » et que par voie de conséquence « ce sont elles qui transmettent les valeurs de leur propre oppression en culpabilisant et en effrayant leurs filles tout en valorisant, ou au moins en déresponsabilisant, leurs garçons. »

### Théories féministes
De nombreuses théoriciennes féministes ont écrit par rapport à la notion de patriarcat, que ce soit comme cause première de l'oppression féminine, ou comme une part d'un système interactif. Shulamith Firestone est une féministe radicale et libertaire qui définit le patriarcat comme un système d'oppression à l'encontre des femmes. Elle pense le patriarcat comme étant la cause des inégalités sociales entre les hommes et les femmes, parce que la femme donne naissance à l'enfant, quant à l'homme non; et donc que les hommes s'approprient le corps des femmes, pour avoir des fils. Firestone écrit que les idéologies patriarcales soutiennent l'oppression des femmes et donne comme exemple la joie de donner naissance, ce qu'elle qualifie de mythe patriarcal. Pour Shulamith Firestone, les femmes doivent avoir le contrôle sur la reproduction dans le but d'être libérées de l'oppression. Selon Gerda Lerner, historienne féministe, le pouvoir masculin sur la sexualité des femmes et ses fonctions reproductives sont les causes fondamentales et le résultat du patriarcat. Alison Jaggar (en), philosophe féministe américaine, analyse aussi le patriarcat comme la cause primaire de l'oppression sur les femmes. Le système patriarcal est entendu comme une aliénation pour la femme de son propre corps.

#### Théoriciennes des systèmes interactifs
Pour des théoriciennes des systèmes interactifs, Iris Marion Young et Heidi Hartmann, le patriarcat et le capitalisme interagissent ensemble pour l'oppression sur les femmes. Beaucoup d'autres féministes radicales et socialistes utilisent les termes de capitalisme patriarcal ou patriarcat capitaliste pour décrire cette relation interactive qui produit et reproduit l'oppression féminine. D’après Hartmann, le terme de patriarcat est une oppression dans la division du travail due avant tout à une responsabilité morale et politique qui repose sur le genre masculin (les hommes). Le concept de patriarcat représente une adaptation du concept marxiste des classes et de la lutte des classes, il est ainsi systématique et universel depuis toujours.
Différemment des autres courants philosophiques ou politiques, il n'y a pas de doctrine fondatrice déterminée.
Audre Lorde, une écrivaine et théoricienne féministe afro-américaine pense que le racisme et le patriarcat sont des systèmes d’oppression conditionnés à cause de la société. Sara Ruddick, une philosophe qui a écrit sur « les bonnes mères » dans le contexte de l’éthique maternelle, décrit le dilemme contemporain des mères qui doivent élever leurs enfants dans un système patriarcal. Elle se demande si « une bonne mère » devrait élever son fils à être compétitif, individualiste et à l’aise avec les hiérarchies du patriarcat, sachant qu’il peut économiquement réussir mais être une mauvaise personne. Ou alors elle résiste face aux idéologies patriarcales et socialise son fils à être coopératif et communautaire mais sans succès économique.
Gerda Lerner, dans The Creation of Patriarchy (1986) réunit une série d’arguments à propos des origines et reproduction du patriarcat en tant que système d’oppression chez les femmes et en a conclu que le patriarcat est construit socialement, que c’est quelque chose de naturel qui est invisible.
Plusieurs théoriciennes féministes pensent que le patriarcat est un système social injuste qui est nocif non seulement pour les femmes mais aussi pour les hommes. Cela inclut souvent des mécanismes économiques, politiques ou sociaux qui évoquent le fait que les hommes dominent les femmes. Le patriarcat est né d’une construction sociale, et il peut être surmonté en révélant et en analysant de manière critique ses manifestations.
La sociologue Joan Acker analyse le concept de patriarcat et son rôle dans le développement de la pensée féministe. Selon elle, voir le patriarcat comme un phénomène où « les femmes étaient oppressées par l'homme dans plus ou moins les mêmes façons (…) était lié a un essentialisme biologique. »